# Ruppiner Kanal
Ruppiner Kanal – kanał żeglowny w Niemczech, w Brandenburgii, łączący Ruppiner See z Hawelą pod Oranienburgiem. Jeden z najstarszych kanałów w Brandenburgii.
5 września 1787 król Fryderyk Wilhelm II Pruski wydał zezwolenie na budowę kanału (istniały także wcześniejsze koncepcje w tym zakresie). Koszty szacowano na 130.000 talarów. Budowę zakończono w 1791. Po wybudowaniu w latach 1832–1837 Kanału Oranienburskiego Ruppiner Kanal stracił na znaczeniu. Ostatecznie jego ujście do Haweli zostało zasypane w 1960.

## Bibliografia

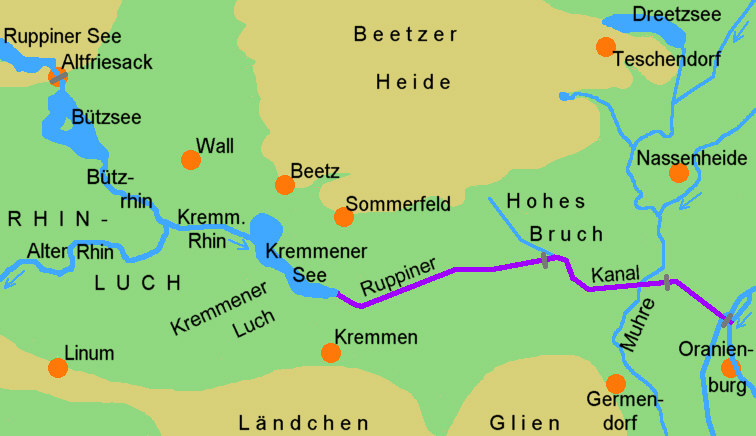
Mapa kanału